# Prowincja Matki Bożej Anielskiej Zakonu Braci Mniejszych w Krakowie
Prowincja Matki Bożej Anielskiej Zakonu Braci Mniejszych w Krakowie − jedna z pięciu aktualnie istniejących prowincji Zakonu Braci Mniejszych − franciszkanów − w Polsce. Zwyczajowo w Polsce prowincja określana jest czasem nazwą reformaci co nawiązuje do historycznej nazwy Prowincji.

## Historia[1]

### I Rzeczpospolita

#### Początki Prowincji
Pierwszymi zwolennikami „ściślejszej obserwancji", czyli reformatami, byli w Polsce zakonnicy „regularnej obserwancji" (bernardyni). Jednym z nich był o. Gabriel z Gródka (Grodecki). Początkowo nosił się on z zamiarem pozyskania całej prowincji bernardyńskiej dla reformy. Gdy tego nie udało się przeprowadzić, przystąpił do zakładania własnych klasztorów: w Pińczowie (1605), w Ołomuńcu na Morawach (1607) i w Gliwicach na Śląsku (1611), gdzie też założył nowicjat. Zmarł w roku 1619.
W 1621 r. przybył do Polski o. Aleksander z Padwy (Patavinus), mianowany przez papieża Grzegorza XV komisarzem apostolskim dla założenia franciszkańskiej „ściślejszej obserwancji". W czasie kapituły w Zakliczynie n. Dunajcem, dnia 3 VI 1623 r., o. Aleksander założył dwie kustodie (prowincje w początkowym okresie): małopolską p.w. Matki Bożej Anielskiej oraz wielkopolską p.w. św. Antoniego. Do kustodii małopolskiej weszły wtedy trzy klasztory: w Gliwicach, Zakliczynie i Wieliczce. W latach 1624 - 1633 przyjętych zostało siedem dalszych fundacji: w Bieczu, Krakowie, Solcu (nad Wisłą), Kazimierzu, Przemyślu, Lwowie i Stopnicy.
Dnia 12 V 1639 r. papież Urban VIII podniósł te kustodie do godności prowincji.

#### Sposób życia i apostolstwo
Reformaci posiadali własne prawo partykularne (statuty), pewną autonomię i własne struktury administracyjne (klasztory, prowincje). Z obserwantami tworzyli jeden zakon: wspólnie gromadzili się na kapitułach generalnych i mieli tego samego ministra generalnego. Przyjmowali surowszą interpretację Reguły w kwestii ubóstwa. Rozwijali działalność duszpasterską przez sprawowanie sakramentów oraz głoszenie Słowa Bożego. Wielu innowiercom pomagali w pojednaniu się z Kościołem. W tej pracy wyróżniali się o. Bonawentura Dzierżanowski (+ 1649) i o. Franciszek Rychłowski (+ 1673).

#### Zniszczenia i odbudowa
Okres „potopu" w latach 1655 - 1660 spowodował dewastację wszystkich klasztorów prowincji małopolskiej. Zniszczeniu uległ także główny dom w Krakowie (na Garbarach), spalony w 1655 r. z nakazu Stefana Czarnieckiego, dowódcy wojsk polskich, w czasie oblężenia szwedzkiego. W Przemyślu, Stopnicy i Solcu żołnierze Jerzego Rakoczego (siedmiogrodzcy) wymordowali zakonników.
W roku 1655 prowincja przyjęła placówkę na Górze świętej Anny (na Opolszczyźnie, poza ówczesnymi granicami Polski), gdzie nieco później powstała kalwaria.
Po okresie zniszczeń, w latach 1660 - 1700 prowincja, z pomocą dobroczyńców, przystąpiła do naprawiania zniszczeń. Przyjęła także nowe fundacje: w Lublinie, Sandomierzu, Zamościu, Pińczowie, Kętach i Jarosławiu. Na początku XVIII w. w 17 klasztorach prowincji małopolskiej mieszkało około 300 zakonników.
W ciągu następnych 40 lat przyjęto pięć nowych placówek, mianowicie w Rzeszowie, Rawie Ruskiej, Sądowej Wiszni, Chełmie i Pilicy. W roku 1745 prowincja liczyła 484 braci w 22 klasztorach.

#### Własny styl architektoniczny
W drugiej połowie XVII w. został wypracowany własny styl budowania obiektów dla braci „ściślejszej obserwancji". Świątynie były nieduże, jednonawowe, przeważnie bez kaplic, bez wież. Wznoszono je w stylu panującego wówczas baroku, ale wyróżniały się prostotą ozdób. W ołtarzu głównym umieszczano figurę Chrystusa Ukrzyżowanego. Obudowa wszystkich ołtarzy była w kolorze ciemnobrązowym. Przed kościołami w XVIII wieku stawiano kapliczki Drogi Krzyżowej, a następnie także figury Matki Bożej Niepokalanej.

#### Podział prowincji
Wielu dobrodziejów i fundatorów proponowało, aby także na ziemiach wschodnich Rzeczypospolitej (Wołyń, Podole) mogły powstać klasztory „ściślejszej obserwancji". Dlatego w roku 1746 wydzielono z prowincji małopolskiej cztery klasztory: we Lwowie, Chełmie, Rawie Ruskiej i Sądowej Wiszni, tworząc z nich kustodę ruską p.w. Matki Bożej Bolesnej. W ciągu kilkunastu lat kustodia ta objęła dalsze placówki: w Złoczowie, Dederkałach, Bukaczowcach, Kryłowie i Żorniszczach.
W roku 1763 papież Klemens XIII podniósł kustodię do rzędu prowincji. Była to czwarta w Polsce prowincja Braci Mniejszych Reformat6w. Według statystyk z roku 1773 w 60 klasztorach czterech prowincji (małopolskiej, wielkopolskiej, pruskiej i ruskiej) było 1345 zakonników, z czego w 18 klasztorach prowincji małopolskiej mieszkało 438 braci.

#### Praca i duch modlitwy
Reformaci prowadzili życie klasztorne. Znaczną część dnia poświęcali modlitwie, liturgii, sprawowaniu sakramentów. Rozwijali kult Męki Pańskiej, Matki Najświętszej oraz świętych, zwłaszcza Franciszka z Asyżu, Antoniego z Padwy, Piotra z Alkantary. Przy swoich kościołach tworzyli wspólnoty Trzeciego Zakonu, skupiające przedstawicieli różnych warstw społecznych. Innych bractw nie prowadzili.

### W okresie 1772- 1911

#### Prowincja Galicyjska
Od pierwszego rozbioru Polski wydarzenia polityczne powodowały zmiany struktur prowincji. Na terenie Galicji znalazło się 8 domów prowincji małopolskiej (w Bieczu, Jarosławiu, Kętach, Przemyślu, Rzeszowie, Wieliczce, Zakliczynie i Zamościu). Ponieważ zabronione zostały kontakty z przełożonymi zakonnymi innych terenów państwowych (a więc z prowincjałem, mieszkającym w Krakowie i ministrem generalnym rezydującym w Rzymie), dlatego w roku 1785 wymienione klasztory musiały połączyć się z klasztorami prowincji ruskiej w Galicji (w Bukaczowcach, Kryłowie, Lwowie, Rawie Ruskiej, Sadowej Wiszni i Złoczowie). Utworzyły prowincję galicyjską p.w. Matki Bożej Bolesnej. W wyniku kasat rządu wiedeńskiego w latach 1783 - 1807 usunięto zakonników ze Lwowa, Rzeszowa, Złoczowa, Zamościa, Bukaczowców i Kryłowa.

#### Prowincja Małopolska
Prowincja małopolska w roku 1810 utraciła dwa klasztory (Gliwice, Góra Świętej Anny), skasowane przez rząd pruski.
Po utworzeniu w roku 1815 Królestwa Polskiego, na jego terenie znalazły się klasztory: w Sandomierzu, Chełmie, Kazimierzu, Lublinie, Pilicy, Pińczowie, Solcu i Stopnicy. Ponadto do tej prowincji należał klasztor w Krakowie, będący w Rzeczypospolitej Krakowskiej. W roku 1820 zakonnicy zostali usunięci z Lublina, natomiast w roku 1856 prowincja objęła klasztor pocysterski w Jędrzejowie, zaś w roku 1860 klasztor pokamedulski w Rytwianach. W roku 1861 w dziesięciu klasztorach przebywało 146 zakonników.

#### Przejawy działalności
Obok dawnych, tradycyjnych form działalności, wytworzyły się nowe, wynikłe z potrzeb czasu. Kapłani byli kierowani, na propozycje biskupów, do pracy duszpasterskiej w parafiach, w charakterze pomocników proboszczów lub zastępców. Przeprowadzali też misje ludowe, między innymi z okazji Roku Jubileuszowego 1826.
Około polowy XIX w. zaczęło się odnawiać tercjarstwo, podupadłe pod koniec XVIII w. W roku 1859 prowincjał o. Konrad Piramowicz wydał szczegółowe dyrektywy dotyczące prowadzenia Trzeciego Zakonu.
Pracowali także poza granicami kraju: o. Antoni Kaczorkiewicz (+ 1839) w latach 1824 - 1826 przebywał w Rzymie jako penitencjarz apostolski w bazylice św. Jana na Lateranie. Na misje do Chin udał się w roku 1781 o. Romuald Kocielski. Przez jakiś czas przebywał na dworze cesarskim w Pekinie, a następnie w prowincji Szensi - Szansi. Zmarł 28 IX 1791 r. W Kustodii Ziemi Świętej przez trzy lata (1788 - 1791) przebywał o. Józef Drohojowski, w tym czasie pełnił służbę przy Bożym Grobie, należał do dyskretorium (rady Kustosza Ziemi Świętej), był gwardianem w Larnace i wice prefektem misji na Cyprze. W Konstantynopolu apostołowali m.in.: o. Maurycy Pigner (1783 - 1808) i o. Manswet Aulich (1831 - 1843, 1856 - 1859). W Górnym Egipcie przez 20 lat (1790 - 1810) był misjonarzem o. Prosper Burzyński. W roku 1798 spotkał się z legionistami polskimi walczącymi u boku Napoleona, przez jakiś czas służył im jako kapelan i tłumacz.

#### Współbrat biskupem sandomierskim
Był nim wspomniany wyżej o. Prosper Adam Burzyński; nominację otrzymał 23 VIII 1819 r., sakrę biskupią przyjął w kościele św. Antoniego w Warszawie z rąk abpa Szczepana Hołowczyca, ordynariusza warszawskiego (20 II 1820). Przez 10 lat kierował diecezją sandomierską. Założył seminarium duchowne, powołał kapitułę i konsystorz, dbał o konserwację kościołów i potrzeby ubogich. Zmarł 9 IX 1830 r. w Sandomierzu.

#### Represje po powstaniu styczniowym
Na ogólną liczbę 128 zakonników, należących w roku 1861 do prowincji małopolskiej, około 50 było w mniejszym lub większym stopniu zaangażowanych w powstaniu styczniowym. Brali udział w nabożeństwach i manifestacjach patriotycznych, w kazaniach zagrzewali ducha narodowego, szli w szeregi powstańcze.
Jednym z nich był o. Antoni Majewski, który został zabity dnia 18 III 1863 r. przez żołnierzy rosyjskich, gdy po bitwie pod Grochowiskami zaopatrywał rannych powstańców sakramentami świętymi. Liczył zaledwie 26 lat życia.
Po stłumieniu powstania styczniowego władze carskie przystąpiły do reformy zakonów w Królestwie Kongresowym. Gdy idzie o prowincję małopolską, z powodu małej liczby zakonników od razu zlikwidowano 2 klasztory: w Sandomierzu i Rytwianach pod zarzutem czynnego udziału w powstaniu - również 2 klasztory (w Chełmie i Solcu); klasztory w Pilicy, Pińczowie, Stopnicy i Jędrzejowie pozostawiono jako tzw. etatowe czyli zbiorcze, do których skierowano zakonników ze skasowanych klasztorów, wreszcie klasztor w Kazimierzu zaliczono do nieetatowych (skasowano później). Jedynie klasztor w Krakowie nie został dotknięty represjami, ponieważ do roku 1846 leżał na terenie Rzeczypospolitej Krakowskiej, a następnie znalazł się w Galicji; w roku 1865 został przyłączony do prowincji galicyjskiej Matki Bożej Bolesnej.

#### Prowincja żyje w zakonnikach
Przebywanie w klasztorach etatowych można porównać do internowania. Zakonnicy byli inwigilowani, nie mogli rozwijać działalności, na wyjście z klasztoru potrzebowali pozwolenia władz świeckich. Nic przeto dziwnego, że gdy nadarzała się okazja, przechodzili do duszpasterstwa parafialnego, wyjeżdżali też poza granice Królestwa. Niektórzy uchodzili z tych terenów, by uniknąć represji ze strony władz carskich.
O. Stefan Brzozowski (+ 1890), uszedł z Królestwa jeszcze w roku 1843, zagrożony zesłaniem na Syberię, schronił się w Piekarach Śląskich, a następnie na Górze Świętej Anny i rozwijał działalność religijno-społeczną, był apostołem trzeźwości i duszpasterzem katolickiej ludności Śląska, przyczynił się do szerzenia Trzeciego Zakonu. Ostatnie lata spędził w Wieliczce i Krakowie.
O. Konrad Piramowicz (+1896), wybitny kaznodzieja (m.in. głosił kazania w katedrze sandomierskiej) i prowincjał (1857 - 1860), od roku 1862 działał poza Polską, na propozycję księcia Władysława Czartoryskiego został duszpasterzem polskich emigrantów w Adampolu i Stambule; przez krótki czas pracował w Kustodii Ziemi Świętej, przebywał też w Rzymie, Wiedniu i Bukareszcie. W Rzymie przebywał z okazji wyboru w roku 1862 na definitora generalnego.
Br. Laurenty Pięta (+ 1897), przez całe życie zakonne był związany z klasztorem w Krakowie, gdzie odbywał nowicjat (1846 - 1847) i gdzie pełnił obowiązki furtiana i kwestarza. W latach 1873 i 1881 odbył pielgrzymkę do Ziemi Świętej. Jej owocem były wspomnienia wydane drukiem (Podróż dwukrotna do Ziemi Świętej, Jeruzalem i Rzym, Kraków 1887). Książkę tę rozdawał w czasie wędrówek kwestarskich, przyczyniając się do zainteresowania wśród prostych ludzi Ojczyzną Chrystusa i budząc chęć poznania świata.
O. Jukundyn Bielak (+1900), we wrześniu 1861 r. musiał opuścić granice Królestwa, gdyż za działalność patriotyczną groziło mu aresztowanie. Ponad 30 lat (do 1895) pracował w Kustodii Ziemi Świętej. Obok innych obowiązków (archiwisty i notariusza w sekretariacie Kustodii), wiele czasu poświęcał polskim pielgrzymom i emigrantom. Upowszechnił w polskim społeczeństwie sprawy Ziemi Świętej poprzez prasową korespondencję.
Trzeba jeszcze wymienić o. Romana Jarzeńskiego (+ 1920), ostatniego zakonnika reformackiego z prowincji małopolskiej Matki Bożej Anielskiej. Przez prawie 60 lat był świadkiem upadku życia zakonnego w Królestwie Kongresowym i prześladowania zakonników, ale doczekał się odzyskania niepodległości Ojczyzny i odrodzenia prowincji zakonnej. Ostatnie lata spędził w klasztorze etatowym we Włocławku (należącym do prowincji pruskiej p.w. Wniebowzięcia NMP), który na rok przed jego śmiercią przyłączono do prowincji Matki Bożej Anielskiej.

#### W Galicji na przełomie stuleci- unia reformacko- bernardyńska
Podczas gdy pod zaborem rosyjskim (w Królestwie) i pruskim Zakon istniał jeszcze szczątkowo w klasztorach skazanych na wymarcie, w Galicji, czyli na ziemiach zaboru austriackiego, było inaczej. W drugiej połowie XIX w. Zakon się odradzał. Duży wpływ na to miała wizyta ministra generalnego o. Bernardyna Dal Vago (w dokumentach występuje, od miejsca pochodzenia, jako Bernardyn de Portu. Romatino) w latach 1882 i 1884. Do reformy przyczynili się także prowincjałowie.
Mówiąc o zakonie, trzeba przypomnieć o istniejących w nim podziałach. "Ordo Fratrum Minorum" (Zakon Braci Mniejszych) dzielił się na 4 rodziny, z których w Polsce (w Galicji) istniały dwie: prowincja Braci Mniejszych Obserwantów (w Polsce zwanych bernardynami) p.w. Niepokalanego Poczęcia NMP oraz prowincja Braci Mniejszych Reformatów p.w. Matki Bożej Bolesnej. Poza Polską istnieli jeszcze dyskalceaci (bosi) i rekolekci. Wszyscy mieli nad sobą jednego przełożonego generalnego i odbywali wspólne kapituły generalne. Mieli jednak odrębne prawo własne. Ta odrębność przejawiała się w życiu i zwyczajach poszczególnych prowincji.
W roku 1897 papież Leon XIII wydał konstytucję apostolską „Felicitate ąuadam", mocą której zniósł odrębności w Zakonie. Chciał bowiem, aby ten zakon franciszkański, w tym czasie najliczniejszy spośród wszystkich rodzin zakonnych, był mocny wewnętrzną jednością. Papież przywrócił pierwotną nazwę zakonu, nadaną przez św. Franciszka: Zakon Braci Mniejszych (Ordo Fratrum Minorum - OFM), zakazując równocześnie powrotu do nazw „obserwanci", „reformaci".
Chociaż konstytucja apostolska nie nakazywała łączenia prowincji (obserwantów, reformatów), które miały klasztory na tym samym terenie, władze centralne Zakonu dość szybko (niektórzy mówili: pochopnie) doprowadziły do reorganizacji takich prowincji. W ten sposób w roku 1899 z połączenia dwóch prowincji: byłych obserwantów Niepokalanego Poczęcia i byłych reformatów MB Bolesnej – powstała jedna prowincja w Galicji p. w. Niepokalanego Poczęcia NMP. Liczyła ona 28 klasztorów (17 obserwanckich i 11 reformackich) oraz 325 zakonników (z tego byłych reformatów 151).
Zjednoczona prowincja Braci Mniejszych pracowała owocnie na wielu odcinkach. Przy wszystkich klasztorach rozwijał się Trzeci Zakon, Pobożne Stowarzyszenie św. Antoniego z Padwy (pierwszy ośrodek powstał 1 VII 1894 r. przy kościele św. Kazimierza w Krakowie), Stowarzyszenie Drogi Krzyżowej i inne. Kapłani nauczali religii w szkołach niemal we wszystkich miejscowościach, gdzie znajdowały się klasztory. Byli spowiednikami sióstr zakonnych. Pomagali proboszczom. Rozwijali działalność misyjno-rekolekcyjną. Po ukazie tolerancyjnym cara Mikołaja II (1905) grupa 24 kapłanów w czasie od 1906 - 1908 r. przeprowadziła 114 misji i 12 rekolekcji na terenie Królestwa Kongresowego i Cesarstwa Rosyjskiego.
Dnia 14 11 1902 r. w prowincji został utworzony Komisariat Ziemi Świętej. Pierwszym Komisarzem Ziemi Świętej był o. Joachim Maciejczyk (1902 - 1911), który rezydował we Lwowie, krótko w klasztorze św. Andrzeja, od września 1902 r. zaś w klasztorze Świętej Rodziny. Wice komisarzem był o. Zygmunt Janicki, który mieszkał w klasztorze św. Kazimierza w Krakowie i tam zostały umieszczone niektóre biura Komisariatu, jak siedziba Dzieła Pomocy Ziemi Świętej (zw. częściej Armią Krzyża Świętego), czy redakcja czasopisma "Głos Ziemi Świętej" (wychodziło w latach 1906 - 1939, z wyjątkiem lat 1921 -1928). Z Krakowa wyruszały trzy wielkie pielgrzymki do Ziemi Świętej, zorganizowane przez Komisariat w latach 1907, 1909 i 1914.
W roku 1911 Stolica Apostolska wyraziła zgodę na rozgraniczenie prowincji galicyjskiej Braci Mniejszych na dwie, w granicach sprzed 1899 r. Dekret Kongregacji dla Spraw Zakonnych wyraźnie zaznaczał, że nowe rozgraniczenie prowincji nie narusza postanowień konstytucji apostolskiej „Felicitate quadam" Leona XIII, również gdy idzie o zakaz powrotu do nazw: obserwanci, reformaci.
Galicyjska prowincja byłych obserwantów pozostała przy nazwie „Niepokalanego Poczęcia", natomiast dla prowincji dawnych reformatów przywrócono tytuł „Matki Bożej Anielskiej". W ten sposób nawiązano do wcześniej powstałej prowincji, do której należała większość klasztorów aktualnie wchodzących w skład obecnej prowincji.

### Prowincja w latach 1911- 1939
W roku 1911 do prowincji Matki Bożej Anielskiej należało 120 zakonników (56 kapłanów, 53 braci i 11 kleryków), którzy mieszkali w 10 klasztorach (Biecz, Jarosław, Kęty, Kraków, Lwów, Przemyśl, Rawa Ruska, Sądowa Wisznia, Wieliczka i Zakliczyn) Do prowincji należały też dwie ekspozytury parafialne przyjęte w roku 1909: w Kleparowie pod Lwowem oraz w Bronowicach Wielkich k. Krakowa.
Na pierwszym posiedzeniu definitorium, 11 VII 1911 r., pod przewodnictwem prowincjała o. Joachima Maciejczyka, podjęto uchwałę założenia kolegium serafickiego, czyli niższego seminarium. Powstało ono we Lwowie w 1913 r. i przez około 25 lat istnienia (do 1939) zapewniało dobór kandydatów do kapłaństwa w Prowincji.
Za następnego prowincjała o. Zygmunta Janickiego (1914 - 1924) przypadły lata I wojny światowej, a potem wojny bolszewickiej. Mimo destabilizacji życia klasztornego i braków personalnych (ponad 30 zakonników powołano do wojska, z czego pięciu zginęło a niektórzy później wystąpili z zakonu), prowincja obejmowała klasztory, skasowane przez władze rosyjskie po roku 1864. Były to klasztory należące do prowincji małopolskiej: w Pilicy (1915), Stopnicy (1916), Kazimierzu i Pińczowie (1928) oraz Chełmie (1936), z dawnej prowincji pruskiej klasztor we Włocławku (1919) i wielkopolskiej: w Koninie (1919) i Brzezinach (1921).
W roku 1933 w Dursztynie k. Nowego Targu wybudowano dom wypoczynkowy dla zakonników; w styczniu 1939 r. podjęto duszpasterstwo przy miejscowym kościele. W roku 1936 powstała placówka duszpasterska na osiedlu krakowskim Azory (w roku 1940 powstanie tu parafia).
W roku 1939, na krótko przed wybuchem wojny, do Prowincji należało 201 zakonnik6w, z tego 74 kapłanów, 61 braci profesów i 33 kleryków, pozostali to nowicjusze i tzw. bracia tercjarze. W skład prowincji wchodziły następujące placówki: Biecz, Brzeziny, Dursztyn, Jarosław, Kazimierz, Kęty, Konin, Kraków, Kraków-Azory, Kraków-Bronowice, Lwów, Pilica, Pińczów, Przemyśl, Rawa Ruska, Sądowa Wisznia, Stopnica, Wieliczka, Włocławek, Zakliczyn.
Dom nowicjacki mieścił się najpierw w Wieliczce, od 1934 roku w Pilicy. Przez pewien czas nowicjat dla braci był w Kętach. Formacja dla kandydatów do kapłaństwa odbywała się w Krakowie. Od roku 1911 krótko tu prowadzono własne studium, potem klerycy uczęszczali do Seminarium Braci Mniejszych Konwentualnych, a niektóre roczniki w zakonnej prowincji weneckiej względnie turyńskiej (Fulda), w WSD w Przemyślu lub na Wydziale Teologicznym UJ. W roku 1933 założono własne Studium Teologiczne im. św. Bonawentury, które w roku 1934 przeniesiono z Krakowa do Wieliczki.

#### Przejawy działalności
W kościołach sprawowano zwyczajne duszpasterstwo (msze św., spowiedź, głoszenie Słowa Bożego, nabożeństwa „franciszkańskie"). Tylko przy trzech kościołach była tzw. ekspozytura (samodzielny ośrodek, wyłączony z macierzystej parafii). Ekspozytura była: w Kleparowie k. Lwowa (od 1909 do 1938 r.), w Bronowicach Wielkich (od 1909 r.) i w Dursztynie (od 1939 roku, tu już nie stosowano nazwy „ekspozytura", lecz „filia"). Kapłani natomiast bardzo często pomagali okolicznym parafiom.
Bywali też prefektami szkolnymi (katechetami). Do najwybitniejszych należeli: o. Benedykt Pysz (+ 1919), o. Teofil Niedzielski (+ 1927) i o. Seweryn Oleksy (+ 1938).
Wybitnymi kaznodziejami i misjonarzami ludowymi byli: o. Zygmunt Janicki (+ 1929), o. Kamil Manik (+ 1932), o. Witalis Kapuśnik (+ 1939), o. Jan Malicki (+1948), o. Walenty Starmach (+1948), o. Ireneusz Kmiecik (+1958), o. Patrycy Antosz (+ 1966), o. Stanisław Stoch (+ 1966).
Ojcowie byli spowiednikami sióstr zakonnych. W Zakliczynie pełnili obowiązek kapelanów sióstr Bernardynek od samego początku istnienia klasztoru (1883).
Zgodnie z charyzmatem franciszkańskim w kościołach Prowincji szerzono kult Krzyża i Męki Pańskiej. W piątki całego roku, a w Wielkim Poście codziennie, odprawiano nabożeństwo Drogi Krzyżowej z udziałem zakonników i wiernych. Kontynuowano, zaprowadzone jeszcze w XVIII wieku, tzw. piątki marcowe, odprawiane we wszystkie piątki Wielkiego Postu, wierni mogli uczestniczyć w mszach świętych, śpiewie Godzinek o Męce Pańskiej, w nabożeństwie Drogi Krzyżowej i Gorzkich Żali z kazaniem pasyjnym. Były to swoistego rodzaju rekolekcje (z możliwością uzyskania odpustów). Piątki Wielkiego Postu cieszyły się i nadal cieszą dużą popularnością u wiernych.
Kult Najświętszej Maryi Panny koncentrował się głównie wokół dwóch uroczystości: MB Anielskiej (2 sierpnia) oraz Niepokalanego Poczęcia (8 grudnia); tę drugą uroczystość obchodzono początkowo przez oktawę, później zaś poprzedzano nowenną - zawsze z okolicznościowym kazaniem.
Wszędzie był bardzo żywy kult św. Antoniego z Padwy. Jego czciciele gromadzili się w kościołach nie tylko w samą uroczystość 13 czerwca, ale w każdy wtorek. Od połowy kwietnia była odprawiana wtorkowa nowenna z kazaniem, procesją eucharystyczną i uczczeniem relikwii.
Kult św. Ojca Franciszka skupiał się na dwóch uroczystościach: 4 października (pamiątka śmierci) i 17 września (pamiątka stygmatyzacji świętego na Alwerni). Ponadto w poniedziałki była odprawiana msza św. przy ołtarzu św. Franciszka. Czcicielami byli przede wszystkim tercjarze. 
W omawianym okresie tercjarstwo franciszkańskie posiadało sprzyjające warunki rozwoju. Przynosiły owoce decyzje papieża Leona XIII, który pod koniec XIX stulecia polecał popierać Trzeci Zakon, widział w nim bowiem środek odrodzenia społeczeństwa. Doskonałymi okazjami do ukazywania ogółowi wiernych tercjarstwa i zachęcania do wstępowania w jego szeregi były rocznice franciszkańskie (1921 - założenia Trzeciego Zakonu, 1926 - śmierci św. Franciszka, 1931 - śmierci św. Antoniego i św. Elżbiety, patronki tercjarstwa).
Gorliwym organizatorem Trzeciego Zakonu, nie tylko w Prowincji, ale na terenie Polski, był o. Zygmunt Janicki (+1929). Zainicjował on ogólnokrajowe kongresy tercjarskie (Włocławek, wrzesień 1919; Kraków sierpień 1921), powołał do życia Radę Główną Trzeciego Zakonu i został jej pierwszym prezesem. Żywo zaangażowani w rozwoju tercjarstwa byli również: o. Anatol Pytlik (+ 1965) i o. Stanisław Stoch (+ 1966). W lipcu 1939 r. odbył się w Częstochowie Ogólnopolski Kongres Tercjarski, z okazji 700-lecia istnienia Trzeciego Zakonu w Polsce; głównym jego organizatorem był o. Anatol Pytlik.
Tercjarstwo skupiało w swoich szeregach wszystkie warstwy, najliczniejszą grupę stanowili jednak ludzie prości. Mając to na uwadze, w każdym kościele klasztornym prowadzono katechizację dorosłych i zachęcano do czytelnictwa religijnego. W salach tercjarskich, które były prawie wszędzie, odbywały się spotkania i organizowano przedstawienia teatralne.

#### Komisariat Ziemi Świętej
Założony został w roku 1902, od roku 1913 miał swoją siedzibę przy klasztorze św. Kazimierza w Krakowie, a od 1919 swoją działalnością objął całą Polskę. Rozwijał ożywioną działalność. W możliwy dla siebie sposób szerzył zainteresowanie ziemską ojczyzną Chrystusa: przez kazania, przez redagowanie popularnego pisma „Głos Ziemi Świętej" i inne publikacje. W porozumieniu z księżmi biskupami przekazywali ofiary pieniężne zbierane w kościołach (kolekta przy Grobie Pańskim w Wielki Piątek) na potrzeby Ziemi Świętej. Dwukrotnie: w roku 1934 i 1935 Komisariat zorganizował pielgrzymkę do Ziemi Świętej. Dla duchowego i materialnego wspierania Miejsc Świętych w Palestynie Komisariat prowadził stowarzyszenie pod nazwą Armia Krzyża Świętego (Dzieło Pomocy Ziemi Świętej).

#### Ewangelizacja misyjna
W okresie międzywojennym były propozycje podjęcia działalności misyjnej, które jednak nie zostały zrealizowane, głównie z powodu braku kapłanów. W roku 1924 polskie poselstwo przy Stolicy Apostolskiej zwróciło się, za pośrednictwem sekretarza misji naszego Zakonu, aby Prowincja wysłała na Sachalin jednego kapłana dla duchowej posługi wśród zamieszkałych tam Polaków. Wobec niemożliwości ze strony prowincji Matki Bożej Anielskiej pracę na Sachalinie przyjęli bracia mniejsi prowincji Niepokalanego Poczęcia i owocnie pracowali w duszpasterstwie polonijnym i na polu ewangelizacyjnym wśród Japończyków. W roku 1929 o. Leonard Tatara wyraził pragnienie wyjazdu do pracy misyjnej w leprozorium na pograniczu Chin i Tybetu. Zanim dojechał do Rzymu, grupa misjonarzy już wyjechała. Nie rezygnując z pozostania misjonarzem o. Leonard zapisał się na piąty rok studium misyjnego w „Antonianum", przygotowywał też materiały do atlasu misji franciszkańskich. W roku 1931 wrócił do Prowincji na wezwanie prowincjała.
W roku 1932 chęć wyjazdu do pracy misyjnej wyraził br. Kryspin Drążkiewicz. Został wysłany do Rzymu, by w Kolegium św. Antoniego przygotować się do pracy. Nie udało się ustalić, czy i dokąd został skierowany. W roku 1935 był już w Prowincji, a dwa lata później opuścił Zakon.

### Lata II wojny światowej 1939- 1945
W piśmie skierowanym do swoich współbraci w przededniu wojny (30 VIII 1939) prowincjał o. Anatol Pytlik pisał: „Widmo wojny już przed nami. Z tej też przyczyny Wizytator przeznaczony do naszej Prowincji (przed kapitułą) z zagranicy przyjechać nie może. Zatem pełnijmy dalej nasze obowiązki oraz módlmy się gorąco o pokój i błogosławieństwo Boże dla naszej Ojczyzny... Niepowołani do wojska mają wytrwać na swoich posterunkach, zwłaszcza Ojcowie Przełożeni..."
Po wybuchu wojny (1 września) znaczna część zakonników, ulegając ogólnym nastrojom, opuszczała klasztor i uchodziła w kierunku wschodnim. Na skutek działań wojennych we wrześniu 1939 r. zmarło dwóch zakonników (br. Albert Kwiatkowski i o. Paweł Feczko).
Na ziemiach włączonych do Rzeszy znalazły się klasztory: w Brzezinach, Koninie, Włocławku i Kętach. Klasztory centralnej Polski weszły w skład utworzonego dnia 26 X 1939 r. tzw. Generalnego Gubernatorstwa (GG). Były to: 3 klasztory krakowskie, w Wieliczce, Bieczu, Zakliczynie, Jarosławiu, Chełmie, Kazimierzu, Stopnicy, Pińczowie i Pilicy. Klasztor w Dursztynie na Spiszu znalazł się na terenie państwa słowackiego. Wreszcie klasztory wschodnie: we Lwowie, Przemyślu, Rawie Ruskiej i Sądowej Wiszni od września 1939 do czerwca 1941 r. były pod okupacją radziecką, następnie niemiecką - w dystrykcie Galicja.
Prowincjał wykonywał swą władzę bezpośrednio nad zakonnikami w GG, klasztor w Dursztynie przekazał w opiekę prowincjałowi słowackiemu, nad pozostałymi czynił to przez swoich komisarzy. Łączność z Kurią Generalną Zakonu była utrzymywana za pośrednictwem delegata generalnego, którym został o. Bruno Böhm, z prowincji słowackiej Najświętszego Zbawiciela. Dwukrotnie, w roku 1939 i 1942, przedłużył on kadencję o. Anatola Pytlika na urzędzie ministra prowincjalnego na dalsze trzechlecia, oraz wyznaczył Zarząd Prowincji (Definitorium). W roku 1943 prowincjał otrzymał nominację delegata generalnego.
Z informacji prowincjała o. Anatola do delegata generalnego o. Brunona, przesłanej pod koniec 1939 dowiadujemy się, że: „Niższe seminarium zostało zawieszone. Z nowicjuszy przyjętych w sierpniu zostało trzech. Klerycy: szesnastu w Krakowie, dwunastu w Wieliczce, czterech we Lwowie, dwóch u rodziców, los dziesięciu nie jest znany".
Gdy idzie o nowicjat, w roku 1940 i 1941 przyjęto razem dziesięciu kandydatów do kapłaństwa, w roku 1942 rozpoczęło nowicjat kilku braci, którzy jeszcze przed wojną zostali przyjęci. W roku 1941 władze GG zabroniły przyjmowania do zakonów i do seminariów. Klerycy kontynuowali studia w różnych klasztorach prowincji.
Z kilku klasztorów zakonnicy zostali całkowicie usunięci, z niektórych częściowo (kościół był czynny). W roku 1943 prowincja przyjęła do obsługi dawny kościół reformacki w Solcu nad Wisłą, w diecezji sandomierskiej (bez klasztoru). Z powodu trudnych warunków bytowych placówkę opuszczono w roku 1947.
W miarę swoich możliwości zakonnicy włączyli się w pomoc charytatywną. Z RGO (Radą Główną Opiekuńczą) współpracowały klasztory w Krakowie, Bieczu, Pilicy, Pińczowie, Przemyślu, Stopnicy. W kilku przypadkach dawali schronienie zagrożonym (takie Żydom). Niektórzy zakonnicy pracowali w tajnym nauczaniu młodzieży. Co najmniej połowa klasztorów współpracowała z ugrupowaniami konspiracyjnymi.
W hitlerowskich obozach koncentracyjnych doznawało kaźni 12 zakonników (nie wliczamy tu represjonowanych przez krótki czas). Z tej liczby czterech zginęło w roku 1942 w Dachau. Są to: z klasztoru we Włocławku: o. Narcyz Turchan, o. Krystyn Gondek i br. Marcin Oprządek, a z klasztoru w Chełmie Lubelskim br. Bruno Zembol. Wszyscy czterej zostali beatyfikowani 13 VI 1999 roku przez papieża Jana Pawła II w gronie 108 Męczenników.
Ofiarami terroru stalinowskiego było pięciu zakonników. Kleryk Dominik Drabczyński zginął w Katyniu (prawdopodobnie 14 V 1940 r.) O. Michał Marchiewicz został zamęczony prawdopodobnie w więzieniu lwowskim na Brygidkach (przypuszczalna data śmierci 26 XI 1940 r.). Bracia Dydak Nosidlak, Peregryn Schnerch i Ferdynand Smoleń - zginęli 25 VI 1941 r. w Rawie Ruskiej z rąk żołnierzy sowieckich.
W ciężkich czasach wojny i okupacji wierni zwracali się do Boga, szukając w modlitwie pociechy i umocnienia. Licznie uczestniczyli we mszy św., często przystępowali do spowiedzi i komunii św. Świadkowie tamtych czasów wspominają, że nasilił się kult św. Antoniego, a w niektórych okolicach (Jarosław) także św. Judy Tadeusza. Popularne były nabożeństwa do Matki Najświętszej oraz do Męki Pańskiej (Droga Krzyżowa, Gorzkie Żale). Zaczął się szerzyć kult Bożego Miłosierdzia (według objawień św. s. Faustyny).

### Prowincja po roku 1945

#### Klasztory
W wyniku wytyczenia nowych granic państwa Prowincja Matki Bożej Anielskiej utraciła trzy klasztory: we Lwowie, Rawie Ruskiej, Sądowej Wiszni, a dzięki zabiegom zakonników objęła placówki w różnych częściach Polski: w Gdańsku - Nowym Porcie (1946), Brodnicy (1947), Dzwono-Sierbowicach k. Pilicy (1948), w Warszawie - Mokotowie (1947) i Warszawie na Starym Mieście (1949). Jak już zaznaczono, w 1947 r. opuszczono placówkę w Solcu n. Wisłą.
W roku 1950 do Prowincji należały następujące klasztory w liczbie 23: Kraków, Biecz, Brodnica, Brzeziny Łódzkie, Chełm Lubelski, Dursztyn, Dzwono-Sierbowice, Gdańsk, Jarosław, Kazimierz, Kęty, Konin, Kraków - Azory, Kraków - Bronowice Wielkie, Pilica - Biskupice, Pińczów, Przemyśl, Stopnica, Warszawa, Warszawa - Mokotów, Wieliczka, Włocławek, Zakliczyn.
Wszystkie obiekty wymagały naprawienia szkód spowodowanych przez wojnę. Największe zniszczenia były w Brzezinach, Koninie i Stopnicy.

#### Działalność zaraz po wojnie
Praca duszpasterska we własnych kościołach przebiegała normalnie. Kapłani podejmowali naukę religii w szkołach. Władze oświatowe odczuwały brak nauczycieli, dlatego chętnie przyjmowały pomoc ze strony naszych zakonników w nauczaniu przedmiotów świeckich (polski, łacina, historia, matematyka, fizyka, chemia, astronomia). W kilku przypadkach (Jarosław, Zakliczyn, Biecz, Kazimierz, Konin, Włocławek) udostępniono pomieszczenia klasztorne na szkołę, internat, przedszkole).
W Warszawie przy Al. Niepodległości (Mokotów) założono w roku 1948 internat dla młodzieży męskiej, która uczęszczała do szkół średnich w Stolicy. Internat został zlikwidowany po dwu latach istnienia. Upadła myśl założenia tu kolegium (niższego seminarium).
Na szeroką skalę rozwinęła się działalność misyjno - rekolekcyjna. Była to odpowiedź na apel Episkopatu, który w ten sposób chciał podnieść religijność społeczeństwa, osłabioną przez wojnę.
W większym stopniu niż przed II wojną światową Prowincja podjęła prowadzenie parafii. Do istniejących już wcześniej (Bronowice, Dursztyn, Azory) dołączyły dalsze: Pilica 1946, z placówką filialną Dzwono-Sierbowice 1948, Warszawa św. Antoniego 1949, potem inne.
W roku 1945 ks. kard. Adam Stefan Sapieha, metropolita krakowski, zwrócił się do Prowincji o objęcie na jakiś czas parafii na Spiszu. Kapłani nasi obsługiwali wówczas parafie: Krempachy, Nowa Biała, Trybsz, Łapsze Niżne, Łapsze Wyżne, Niedzica, Kacwin i Frydman. Już w roku 1947 księżom diecezjalnym przekazali Kacwin i Frydman, w roku 1957 Łapsze Niżne (dziś saletyni), Trybsz (cystersi), w 1958 - Łapsze Wyżne (pijarzy) i Niedzica, w 1968 Nowa Biała i Krempachy. Warto podkreślić, że obecność Braci Mniejszych na tych terenach zaowocowała dość licznymi powołaniami.
Kilkunastu kapłanów za pozwoleniem prowincjała zgłaszało się do pracy duszpasterskiej w administraturach apostolskich na „Ziemiach Odzyskanych" (Opole, Wrocław, Gorzów, Warmia, Gdańsk), odpowiadając w ten sposób na duże braki kapłanów na tamtych terenach. Niektórzy z nich powrócili do prowincji, większość jednak przechodziła do duchowieństwa diecezjalnego.
Kilku zakonników przebywało poza granicami kraju. O. Leonard Tatara po uwolnieniu z obozu koncentracyjnego w Dachau udał się do Rzymu, gdzie przebywał do roku 1948; po ukończeniu kursu archiwistyki przy Watykańskiej Szkole Paleografii i Dyplomatyki pracował w Sekretariacie Generalnym Zakonu, w wolnych chwilach oddawał się duszpasterstwu wśród Polaków. O. Marceli Pasiecznik, o. Gorgoniusz Nędza i o. Laurenty Korzonek po uwolnieniu z Dachau pracowali przez jakiś czas w duszpasterstwie polonijnym w Niemczech, a następnie (każdy w innym czasie) udali się do prowincji Wniebowzięcia NMP w Pulaski w Stanach Zjednoczonych. O. Bogusław Wadowski, również więzień z Dachau, po otrzymaniu święceń kapłańskich w roku 1950 pracował w duszpasterstwie polonijnym w Belgii. O. Korzonek i o. Wadowski przeszli później do kleru diecezjalnego. W Stanach Zjednoczonych przebywał także o. Władysław Skwirczyński (1939 - 1947 i 1949 - 1957).

#### Formacja zakonna
Według danych z dnia 9 I 1948 r. stan Prowincji przedstawiał się następująco: kapłanów 78 (w tym 3 na „Ziemiach Odzyskanych" i 4 za granicą), braci 52, kleryków 6 (w tym 1 w Belgii), nowicjuszy 12, razem 147 zakonników.
Nowicjat dla braci otwarto w 1946 r. (rozpoczęli go bracia wcześniej przyjęci jako tercjarze i postulanci). Nowicjat dla kandydatów do kapłaństwa otwarto w Pilicy w sierpniu 1947 r., przejściowo przez rok 1948 - 1949 mieścił się w Kętach. Potem w Kętach był przez jakiś czas nowicjat dla braci.
Nauka w zakresie ostatnich dwu klas szkoły średniej (studium humanistyczne) odbywała się w Wieliczce, studia filozoficzne i teologiczne w Krakowie do roku 1949 na wydziale teologicznym UJ, następnie w Instytucie Teologicznym Zgromadzenia Misji; tylko dwa roczniki, które rozpoczynały studia w roku 1952 i 1953 - w Kolegium Ojców Dominikanów.
Wielu młodych kapłanów podjęło studia specjalistyczne na wyższych uczelniach w kraju. W latach 1945 - 1953 czternastu uzyskało magisterium, a dwóch doktorat.

#### Zarząd prowincji
Ministrem prowincjalnym był o. Anatol Pytlik wybrany na to stanowisko w roku 1933 i ponownie w 1936 r. Potem już, ze względu na niemożliwość odbycia kapituły prowincjalnej, był potwierdzany na tym urzędzie. Od roku 1943, jako delegat generalny, otrzymał szereg uprawnień przysługujących w normalnych warunkach ministrowi generalnemu. W roku 1948 delegatem generalnym na wszystkie prowincje Braci Mniejszych w Polsce został o. Bronisław Szepelak, z prowincji Niepokalanego Poczęcia NMP Po jego uwięzieniu w roku 1950 delegatami byli ponownie prowincjałowie, aż do momentu nastania normalnych kontaktów z Zarządem generalnym Zakonu.
Dnia 26 X 1948 r. Definitorium Generalne Zakonu, po uprzedniej wizytacji, dokonanej przez o. Jana Duklana Michnara, z prowincji Niepokalanego Poczęcia, dokonało wyboru nowego Zarządu Prowincji z ministrem prowincjalnym o. Maurycym Przybyłowskim.

#### Represje
Lata 1948 - 1956 stanowiły dla Kościoła w Polsce okres szczególnej próby i doświadczeń, spowodowane przez komunizm. Po wydarzeniach w październiku 1956 r. nastąpiła dwuletnia odwilż, a potem nastały dalsze lata walki ideologicznej i ateizacji, równie dotkliwe.
Poniższy szkic jest tylko próbą ukazania sytuacji sprzed 50 laty na niektórych przykładach wydarzeń.
W czerwcu 1948 r. wracał do Polski koleją o. Leonard Tatara, były więzień obozu koncentracyjnego w Dachau, który przez ostatnie 3 lata przebywał w Rzymie. Przez ludzi z Urzędu Bezpieczeństwa. Zatrzymany we Wrocławiu, został skazany na 5 lat ciężkiego więzienia „za nielegalny handel obcą walutą", mimo że zgłosił uprzednio przewożone pieniądze.
Powyższy fakt można łączyć z podobnymi wydarzeniami, kiedy to, pod różnymi pretekstami obciążającymi zakonników, przygotowywano grunt pod zamierzoną kasatę zakonów. Powodami takimi były np.: zarzut kolaboracji z Niemcami, wspieranie partyzantów po wojnie, czy wspomniany handel obcą walutą. Zarzuty te były preparowane. W prowincji MB Anielskiej kilku zakonników skazano w różnym okresie na paromiesięczne więzienie bez procesu.
W maju 1950 r. będące pod patronatem „księży patriotów" Zrzeszenie „Caritas", ustanowione przez władze komunistyczne (21 I 1950) po zlikwidowaniu kościelnej „Caritas", usiłowało przejąć przymusowy nadzór nad internatem, prowadzonym przez Prowincję w Warszawie - Mokotowie. Nie mogąc zgodzić się na współpracę, Prowincja rozwiązała internat a budynek wydzierżawiła (10 VII 1950) Instytutowi Wydawniczemu „PAX", który założył tu męską szkołę średnią im. św. Augustyna (z internatem). Zakonnicy zatrzymali dla siebie skromne pomieszczenia i opiekę nad kaplicą, a także zapewnienie, że budynek będzie systematycznie konserwowany.
W lipcu 1954 r. nasi zakonnicy zostali całkowicie usunięci z klasztoru w Wieliczce. Było to w ramach akcji, która miała zapoczątkować proces likwidacji zakonów i być zarazem sprawdzianem, jak na tego rodzaju pociągnięcia zareagują władze kościelne i wierni. W Stadnikach (po usunięciu sercanów), Staniątkach (po usunięciu benedyktynek i służebniczek starowiejskich) oraz w Wieliczce (po usunięciu braci mniejszych) zorganizowano cztery „ośrodki resocjalizacyjne" dla sióstr zakonnych, wyrzuconych z domów i miejsc pracy na Śląsku. Siostry benedyktynki ze Staniątek przeniesiono wtedy do bernardyńskiego klasztoru w Alwerni. Po „październiku" 1956 r. siostry i zakonnicy, usunięci przemocą, mogli powrócić do swoich dawnych placówek. Nasi współbracia objęli z powrotem klasztor w Wieliczce 29 Xl 1957 roku, przyjmowani entuzjastycznie przez społeczeństwo miasta.
Inne przejawy represji to zabieranie gruntów rolnych (w niektórych przypadkach zakonnicy otrzymali je w ramach „reformy rolnej" 1945 r.), częściowe przejmowanie ogrodów i budynków klasztornych, tajne raporty donosicieli o zakonnikach, a zwłaszcza o treści głoszonych kazań, próby rozbijania jedności wśród zakonników.
Od roku 1959 zaczęto stosować nowe restrykcje wobec zakonników. Ograniczano ich działalność, jako pierwszych pozbawiano możliwości nauczania religii w szkołach, utrudniano podejmowanie studiów specjalistycznych za granicą i w kraju (z wyjątkiem KUL i ATK). Powrócił nadzór nad osobami (wobec niektórych aż do końca lat osiemdziesiątych). Na klasztory nakładano bardzo wysokie podatki lokalowe i od nieruchomości. W roku 1959 zaczęto powoływać kleryków do wojska i tam indoktrynowano. Władze komunistyczne utrudniały budowę nowych świątyń i klasztorów oraz wstrzymywały prace remontowe.

#### Z nadzieją
O. Maurycy Przybyłowski na początku swojej posługi prowincjalskiej napisał w liście do współbraci (w styczniu 1949 r.): „Obejmuję rządy Prowincji w czasach nadzwyczaj ciężkich... Trudno jest przewidzieć, jak się potoczą losy świata, jak się ułożą stosunki w naszej Ojczyźnie. Stąd rodzi się u wielu niepokój i lęk o przyszłość. Temu uczuciu poddają się nawet niektórzy zakonnicy. Tak być nie powinno! Nie wiemy wprawdzie, jaka jest wola Boża, co do otaczającego nas świata, lecz znamy wolę Bożą względem nas, zakonników, i mamy pewność, że Bóg opiekuje się tymi, którzy Jego świętą wolę wypełniają. Może niektórzy chcieliby się pytać: „Jaka teraz w czasach obecnych jest wola Boża względem naszego Zakonu?" Odpowiem słowami Apostola Narodów: „Ta jest wola Boża - uświęcenie wasze" (1 Tes 4, 3), obojętnie, w jakich warunkach żyć będziemy, cel naszego życia jest i pozostanie zawsze ten sam: uświęcenie własne i szerzenie Królestwa Chrystusowego na Ziemi. Od tego nam odstąpić nie wolno..."
Prowincjał zapoczątkował regularne spotkania dla przełożonych i Zarządu Prowincji. W czasie pierwszego spotkania (9 II 1949 r.) apelował o budowanie jednomyślności we wspólnocie Prowincji oraz o wierne trzymanie się wskazań Kościoła i biskupów. W roku następnym zainicjował konferencje dla wychowawców domów formacyjnych. Tego rodzaju spotkania były łączone z kilkudniowymi rekolekcjami.
Nowe powołania napływały licznie. Pod koniec 1951 r. w Pilicy było 13 nowicjuszy, na studium filozoficzno-teologicznym w Krakowie 14 kleryków, a naukę w zakresie szkoły średniej w Wieliczce - pobierało 18; razem w okresie formacji początkowej było 45 braci (nie licząc postulantów).
O wykonywanej pracy duszpasterskiej dowiadujemy się ze sprawozdania za rok 1953: kapłani stale obsługują 32 kościoły, bardzo często zastępują okolicznych proboszczów lub dojeżdżają do sąsiednich parafii z pomocą duszpasterską. Religii w szkołach uczy 14 ojców, dwóch z nich ma etat. Kilku sprawuje posługę spowiedników sióstr zakonnych. Czterech odbywa studia specjalistyczne.
W swoich pismach kierowanych do braci Prowincji o. Maurycy informował o ważnych wydarzeniach w Kościele i Zakonie, czy też o godnych pamięci zakonnikach Prowincji. Już w roku 1952 podjął myśl o przygotowaniu do beatyfikacji br. Alojzego Kosiby i zachęcał do zbierania wspomnień o tym świątobliwym zakonniku (10 lat później, 13 V 1963 r., także za prowincjalstwa o. Maurycego, rozpocznie się w Krakowie proces informacyjny).
W roku 1951 odbywała się kapituła generalna Zakonu, po 12 - letniej przerwie, spowodowanej wojną. Ze względu na sytuację w Polsce o. Maurycy Przybyłowski nie mógł w niej uczestniczyć. Natomiast po otrzymaniu orędzia, jakie wystosował do całego Zakonu nowy general o. Augustyn Sépinski, z jego treścią zapoznał braci Prowincji.
W roku 1951 kończyła się kadencja prowincjała o. Maurycego. Obawiając się ingerencji Urzędu Bezpieczeństwa, za poradą i na polecenie ks. Prymasa abpa Stefana Wyszyńskiego, nie zwołał kapituły prowincjalnej, ale wszystkie urzędy w Prowincji przedłużył na dalsze 3 lata. Uczynił to na mocy uprawnień delegata generalnego, co potwierdził ks. Prymas 23 Xl 1951 r., w oparciu o udzielone mu uprawnienia Stolicy Apostolskiej. W 1953 r. przeniósł o. Maurycy siedzibę Kurii prowincjalnej do klasztoru św. Antoniego w Warszawie.
W listopadzie 1954 r. we wspomnianym wyżej klasztorze odbyła się kapituła prowincjalna (pierwsza od 1936 r.). Poprzedziła ją wizytacja apostolska, którą przeprowadził o. Stanisław Wawryn SJ. Prowincjałem przeważającą liczbą głosów został o. Maurycy Przybyłowski. Było to świadectwem uznania dla jego dotychczasowej posługi. Jednak na skutek ingerencji „czynnika świeckiego", który z dala czuwał nad przebiegiem kapituły o. Maurycy zrezygnował i prowincjałem został o. Mieczysław Kierzkowski (1954 - 1960).

## Ministrowie prowincjalni[3]
- o. Joachim Maciejczyk (1911- 1914)
- o. Zygmunt Janicki (1914- 1918, 1918- 1921 powtórnie, 1921- 1924 po raz trzeci)
- o. Beniamin Ryziński (1924- 1927)
- o. Jan Malicki (1927- 1930)
- o. Ireneusz Kmiecik (1930- 1933)
- o. Anatol Pytlik (1933- 1936, 1936- 1939 powtórnie, 1939- 1942 po raz trzeci, 1942- 1945 po raz czwarty, 1945- 1948 po raz piąty)[4]
- o. Maurycy Przybyłowski (1948- 1951, 1951- 1954 powtórnie)
- o. Mieczysław Kierzkowski (1954- 1960)
- o. Maurycy Przybyłowski (1960- 1966 po raz trzeci)
- o. Czesław Drzyzgiewicz (1966- 1972)
- o. Janusz Trawiński (1972- 1978)
- o. Anzelm Szteinke (1978- 1984)
- o. Wacław Michalczyk (1984- 1990, 1990- 1993 powtórnie)
- o. Adam Błachut (1993- 1999)
- o. Marek Wach (1999- 2005)
- o. Nikodem Gdyk (2005- 2011)
- o. Jakub Mentel (16.05.2011- 13.09.2011)
- o. Rufin Maryjka (2011- 2017)
- o. Jacek Koman (2017- 2023)
- o. Krzysztof Bobak (od 2023)

## Klasztory prowincji

### Klasztory w Polsce
Obecnie prowincja Matki Bożej Anielskiej liczy 22 placówki na terenie Polski:
- Biecz
- Brzeziny
- Chełm
- Dursztyn
- Dzwono- Sierbowice- filia klasztoru w Pilicy
- Jarosław
- Kazimierz Dolny
- Kęty
- Konin
- Kraków-Azory
- Kraków-Bronowice Wielkie
- Kraków- Bronowice Wielkie- Wyższe Seminarium Duchowne
- Kraków św. Kazimierz
- Pilica
- Pińczów
- Przemyśl
- Warszawa
- Warszawa-Mokotów
- Wieliczka
- Wieliczka- Prywatne Liceum Ogólnokształcące
- Włocławek
- Zakliczyn nad Dunajcem

### Klasztory zagraniczne:
Obecnie prowincja Matki Bożej Anielskiej zajmuje się 6 klasztorami za granicą:
- Abong' Mbang- Kamerun
- Amberg- Niemcy
- Neukirchen- Niemcy
- San Remo- Włochy
- Somma Vesuviana- Włochy
- Voghera- Włochy

Bracia z Prowincji pracują również poza klasztorami do niej należącymi: w Australii,w Austrii, w Boliwii, w Izraelu- Kustodii Ziemi Świętej, w Maroku, w Norwegii, w Ukrainie, a także we Włoszech na PU Antonianum i w Ordynariacie Polowym WP